# Favolaschia
Favolaschia (Pat.) Pat. – rodzaj grzybów z rodziny grzybówkowatych (Mycenaceae). W Europie występuje jeden gatunek.

## Systematyka i nazewnictwo
Pozycja w klasyfikacji według Index Fungorum: Mycenaceae, Agaricales, Agaricomycetidae, Agaricomycetes, Agaricomycotina, Basidiomycota, Fungi.
Synonimy naukowe:

- Hologloea Pat. 1900
- Laschia sect. Favolaschia Pat. 1887
- Mycomedusa R. Heim 1945
- Mycomedusa R. Heim 1966
- Poroauricula McGinty 1917
- Porolaschia Pat. 1898
- Porolaschia Pat. 1897

## Charakterystyka
Saprotrof. Wielkość kapelusza od 5 do 20 mm. Trama kapelusza jest o konsystencji mniej lub bardziej żelatynowej. Hymenofor charakterystyczny, nie pozwalający pomylić z innym rodzajem, złożony z wielu dużych kubkowatych porów. Na początku jest tylko jeden a następne przyrastają promieniście od trzonu. Trzon jest boczny, ekscentryczny lub centralny o często skrajnie zmiennej długości w zależności od położenia owocników na podłożu. Jeśli owocniki rozwijają się na dolnej powierzchni podłoża, nie tworzy się trzon i kapelusz jest siedzący lub też tworzy się centralny lub ekscentryczny pseudo-trzon. Z drugiej strony, jeśli owocniki powstają na górnej lub bocznej powierzchni, preferowany jest boczny trzon, który może zostać zakrzywiony tak, aby obrócić kapelusz do pozycji, która pozwala zarodnikom rozwijać się z ekspozycją w dół.

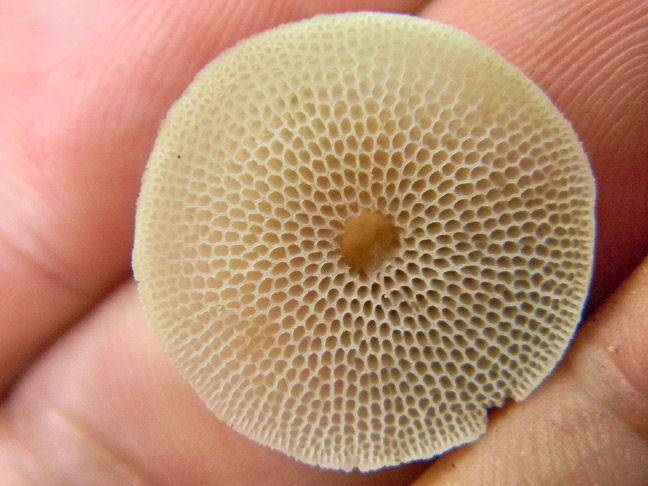
Favolaschia manipularis – hymenofor złożony z wielu dużych kubkowatych porów

## Niektóre gatunki
- Favolaschia alsophilae Singer 1974
- Favolaschia amoene-rosea Henn. 1904
- Favolaschia andina Singer 1974
- Favolaschia antarctica (Speg.) Kuntze 1898
- Favolaschia aulaxina (Mont.) Singer 1969
- Favolaschia aurantiaca Singer 1974
- Favolaschia auriscalpium (Mont.) Henn. 1895
- Favolaschia austrocyatheae P.R. Johnst. 2006
- Favolaschia baumanniana Henn. 1897
- Favolaschia bibundensis Henn. 1895
- Favolaschia brasiliensis Henn. 1897
- Favolaschia cagnii Mattir. 1909
- Favolaschia calamicola Henn. & E. Nyman 1899
- Favolaschia calocera R. Heim 1966
- Favolaschia cinnabarina (Berk. & M.A. Curtis) Pat. 1900
- Favolaschia citrina Kobayasi 1982
- Favolaschia citrinella Henn. 1897
- Favolaschia congolensis (De Seynes) Pat. 1928
- Favolaschia cyatheae P.R. Johnst. 2006
- Favolaschia dealbata Singer 1955
- Favolaschia dumontii Singer 1974
- Favolaschia dybowskyana (Singer) Singer 1974
- Favolaschia echinata Singer 1951
- Favolaschia fendleri Singer 1974
- Favolaschia filopes Singer & O. Fidalgo 1965
- Favolaschia frieseana Henn. 1895
- Favolaschia fujisanensis Kobayasi 1952
- Favolaschia furfurella Singer 1974
- Favolaschia gaillardii (Pat.) Pat. 1895
- Favolaschia gelatina Har. Takah. & Degawa 2011
- Favolaschia helena Otieno 1966
- Favolaschia heliconiae Singer 1974
- Favolaschia holtermannii Henn. 1898
- Favolaschia intermedia (Berk. & M.A. Curtis) Singer 1974
- Favolaschia keniae Otieno 1966
- Favolaschia kimakiensis Otieno 1966
- Favolaschia lateritia Henn. 1895
- Favolaschia lauterbachii (Henn.) Kuntze 1898
- Favolaschia luteoaurantiaca Capelari, Karstedt & J.S. Oliveira 2014
- Favolaschia macropora K. Gillen 2012
- Favolaschia mainsii Singer 1974
- Favolaschia manipularis (Berk.) Teng 1963
- Favolaschia manjaniana Otieno 1966
- Favolaschia meridae Singer 1974
- Favolaschia minima (Jungh.) Kuntze 1898
- Favolaschia moelleri (Bres.) Singer 1974
- Favolaschia montana Singer 1974
- Favolaschia nigrostriata Henn. & E. Nyman 1899
- Favolaschia nipponica Kobayasi 1952
- Favolaschia oligogloea Singer 1974
- Favolaschia oligopora Singer 1974
- Favolaschia pantherina Singer 1974
- Favolaschia papuana Kobayasi 1982
- Favolaschia pegleri Parmasto 1999
- Favolaschia peziziformis (Berk. & M.A. Curtis) Kuntze 1898
- Favolaschia pezizodea (Berk. & M.A. Curtis) Kuntze 1898
- Favolaschia pezizoidea (Berk. & M.A. Curtis) Pat. 1892
- Favolaschia phyllostachydis Imazeki & Kobayasi 1952
- Favolaschia pterigena Singer 1951
- Favolaschia puberula Singer 1974
- Favolaschia puiggarii (Speg.) Singer 1951
- Favolaschia pulverulenta Henn. 1897
- Favolaschia pustulosa (Jungh.) Kuntze 1898
- Favolaschia pygmaea (Speg.) Singer 1951
- Favolaschia roldana Pérez-Ram., Cifuentes, Cappello & Villarr.-Ord. 2014
- Favolaschia rosea Henn. 1897
- Favolaschia roseogrisea Singer 1974
- Favolaschia rubra (Bres.) Kuntze 1898
- Favolaschia sabalensis (Charles) Singer 1945
- Favolaschia sanguinea Henn. 1901
- Favolaschia selloana Henn. 1897
- Favolaschia singeriana Dennis 1952
- Favolaschia sprucei (Berk.) Singer 1945
- Favolaschia staudtii Henn. 1897
- Favolaschia subamyloidea Singer 1974
- Favolaschia subceracea (Henn.) Donk 1959
- Favolaschia teapae Singer 1974
- Favolaschia testudinella (R.E. Fr.) Kuntze 1898; Mycenaceae
- Favolaschia torrendii (Lloyd) Singer 1974
- Favolaschia valparaisensis Henn. 1900
- Favolaschia varariotecta Singer 1945
- Favolaschia violascens Singer 1974
- Favolaschia volkensii (Bres.) Henn. 1895
- Favolaschia vulensis Otieno 1966
- Favolaschia zenkeri Henn. 1905
- Favolaschia zenkeriana (Singer) Singer 1974

Wykaz gatunków (nazwy naukowe) na podstawie Index Fungorum. Obejmuje on tylko gatunki zweryfikowane o potwierdzonym statusie. Oprócz tych wyżej wymienionych na liście Index Fungorum znajdują się gatunki niezweryfikowane.